# Zespół Costeffa
Zespół Costeffa, inaczej acyduria 3-metyloglutakonowa typu III – rzadkie, zaburzenie genetyczne wywołane przez mutacje genu OPA3. Ten zespół wiąże się z pogorszeniem wzroku (atrofia nerwu wzrokowego) we wczesnym dzieciństwie. W późniejszym dzieciństwie dochodzi do niepełnosprawności ruchowej (choreoatetoza), czasami z łagodnym deficytem poznawczym. Nazwa tego zespołu pochodzi od nazwiska izraelskiego lekarza Hanana Costeffa, który jako pierwszy opisał zespół w 1989 roku.

## Synonimy
Inne nazwy używane na określenie zespołu Costeffa to:
- autosomalny recesywny zespół zaniku nerwu wzrokowego plus
- autosomalny recesywny zanik nerwu wzrokowego typu 3
- dziecięcy zanik nerwu wzrokowego z pląsawicą i paraplegią spastyczną
- MGA3
- zespół zaniku nerwu wzrokowego Costeffa

## Etiologia
Zespół Costeffa jest wywołany przez mutacje genu OPA3 (19q13.2-q13.3). Biologiczna funkcja białkowego produktu tego genu nie została ustalona. Postuluje się, że ten zespół jest rodzajem pierwotnej mitochondropatii.

## Epidemiologia
Większość opisanych przypadków zespołu Costeffa wywodzi się z irackich Żydów. Częstość występowania tego schorzenia w tej populacji ocenia się na ok. 1:10 000.

## Objawy
Charakterystycznym objawem zespołu Costeffa jest stopniowe pogarszanie się wzroku wywołanego obustronnym uszkodzeniem nerwu wzrokowego (atrofia nerwu wzrokowego) w pierwszych latach po urodzeniu, przy czym u większości dzieci rozwijają się również zaburzenia neurologiczne w późniejszym okresie dzieciństwa. Czasami chorzy z zespołem Costeffa mogą również wykazywać łagodny deficyt poznawczy.
W badaniach laboratoryjnych można stwierdzić w moczu zwiększony poziom kwasu 3-metyloglutakonowego i 3-metyloglutarowego (acyduria organiczna). Taki wynik badania pozwala ustalić rozpoznanie zespołu Costeffa już w 1. roku życia.
Pogorszenie ostrości wzroku pojawia się w pierwszych latach życia, a dalszy jej spadek postępuje z wiekiem.
Większość osób z zespołem Costeffa ma neurologiczne problemy motoryczne z niepełnosprawnością ruchową w późniejszym okresie dzieciństwa.
Najczęściej są zaburzenia o typie choreoatetozy.
W zmienną częstością występują:
- spastyczność (chorobliwie zwiększone napięcie mięśni) z niedowładem kończyn dolnych (parapreza)
- ataksja móźdżkowa

Objawy neurologiczne postępują z wiekiem, ale na tyle wolno, że wielu pacjentów w porusza się ze wspomaganiem jeszcze w wieku powyżej 40-50 lat.

## Rozpoznanie
Rozpoznanie opiera się na stwierdzeniu sugerujących zespół Costeffa objawów, wynikach badań laboratoryjnych oraz potwierdza się za pomocą badań genetycznych genu OPA3.

## Leczenie
Nie ma metod przyczynowego leczenia zespołu Costeffa.
Stosuje się leczenie objawowe i próbuje się stosować eksperymentalną metodę leczenia za pomocą preparatu EPI-743, który wzmaga endogenną produkcję glutationu.